# Delivering the Black
Delivering the Black è il decimo album in studio del gruppo musicale tedesco heavy/power metal Primal Fear, pubblicato nel 2014 dalla Frontiers Records.

## Tracce
1. King for a Day – 3:44
2. Rebel Faction – 4:41
3. When Death Comes Knocking – 6:58
4. Alive & on Fire – 4:48
5. Delivering the Black – 4:53
6. Road to Asylum – 3:48
7. One Night in December – 9:18
8. Never Pray for Justice – 4:23
9. Born with a Broken Heart – 4:36
10. Inseminoid – 5:01

Tracce bonus nell'edizione europea
1. Innocent Man - 04:12
2. Man Without Shadow - 04:03
3. When Death Comes Knocking (Single Edit) - 04:25

Traccia bonus nell'edizione giapponese
1. Born with a Broken Heart (feat. Liv Kristine) - 04:13

## Formazione
- Ralf Scheepers - voce
- Magnus Karlsson - chitarra
- Alex Beyrodt - chitarra
- Mat Sinner - basso, cori
- Randy Black - batteria